# Ázsiai cankógoda
Az ázsiai cankógoda (Limnodromus semipalmatus) a madarak osztályának lilealakúak (Charadriiformes) rendjébe, ezen belül a szalonkafélék (Scolopacidae) családjába tartozó faj.

## Rendszerezése
A fajt Edward Blyth angol zoológus írta le 1848-ban, a Macrorhamphus nembe Macrorhamphus semipalmatus néven.

## Előfordulása
Szibéria és Mandzsúria területén fészkel, telelni délnek vonul, eljut Dél-Ázsián keresztül Ausztráliáig. Természetes élőhelyei a mérsékelt övi gyepek, mocsarak, tavak, folyók és patakok környékén, valamint tengerpartok.

## Megjelenése
Testhossza 36 centiméter, szárnyfesztávolsága 59 centiméteres, testtömege 127-245 gramm.
|  |

## Természetvédelmi helyzete
Az elterjedési területe rendkívül nagy, egyedszáma pedig csökken. A Természetvédelmi Világszövetség Vörös listáján mérsékelten fenyegetett fajként szerepel.